# جیمی چادویک
جیمی لورا چادویک (زاده ۲۰ مه ۱۹۹۸) یک راننده حرفه ای مسابقه ای بریتانیایی است که برای تیم آندرتی گلوبال در سری مسابقات ایندی ان‌اکس‌تی مسابقه می دهد.  او در سال ۲۰۱۹ برنده فصل افتتاحیه مسابقات سری زنان شد، قبل از اینکه عنوان خود را در سال های ۲۰۲۱ و ۲۰۲۲ در این مسابقات حفظ کند. او رکورد بیشترین برد، سکو، پول پوزیشن و امتیاز در سری زنان را دارد. او همچنین در مسابقه قهرمانان برای بریتانیا در کنار دیوید کولتارد و همچنین مسابقه در مسابقات اکستریم ای شرکت کرده است. او یک راننده توسعه برای تیم فرمول یک ویلیامز نیز است.  

## زندگی شخصی
چادویک در ۲۰ می ۱۹۹۸ در باث به دنیا آمد و در جزیره من بزرگ شد.  پدرش مایکل توسعه دهنده املاک است و مادرش یاسمین یک تاجر هندی الاصل است.  چادویک در کالج چلتنهام،  گلاسترشایر تحصیل کرد. او در حال حاضر در لندن اقامت دارد و با راننده دنیای موتوراسپورت، استروان مور رابطه دارد.  

## حرفه ورزشی

### اوایل حرفه
چادویک در سن ۱۱ سالگی و به دنبال برادرش الیور که وارد ورزش موتوری شد، حرفه موتوراسپرت خود را در مسابقات کارتینگشروع کرد. او مسابقات اتومبیل رانی را در سال ۲۰۱۳ آغاز کرد، زمانی که این هایی را با تیم هاکی زیر ۱۸ سال انگلستان برای شرکت در آخر هفته بورسیه جونیور ژینتا راررد کرد، جایی که او پیروز این مسابقات شد و بورسیه ای را برای فصل قهرمانی جونیور ژینتا ۲۰۱۳ کسب کرد. چادویک در کنار برادرش برای تیم جی‌اچ‌آر دولومپمنتز حضور پیدا کرد او در مسابقات قهرمانی رده دهمی را به دست آورد و در بین تمام رقبا و قهرمانی کلی پس از هم تیمی و برادرش الیور، نفر دوم شد. او در سال ۲۰۱۴ در این سری مسابقات باقی ماند و در طول مسابقات پنج سکو را از آن خود کرد تا در مجموع در مسابقات قهرمانی در رده هشتم قرار بگیرد. 
چادویک در سال ۲۰۱۶ در مسابقات قهرمانی خودروهای جی‌تی‌ بریتانیا ماند و در کلاس جی‌تی۴ حرفه‌ای با نسل جدید خودرو های ای‌ام‌آر سوپرریسینگ برای مسابقات اول، دوم و ششم رانندگی کرد، قبل از بازگشت به بیچدین موتوراسپورت برای مسابقه دادن در کلاس پایین تر با هم تیمی خود پل هالیوود برای سه مسابقه پایانی.  چادویک در نهایت به مقام پانزدهم در این مسابقات قهرمانی دست یافت.

### سری زنان

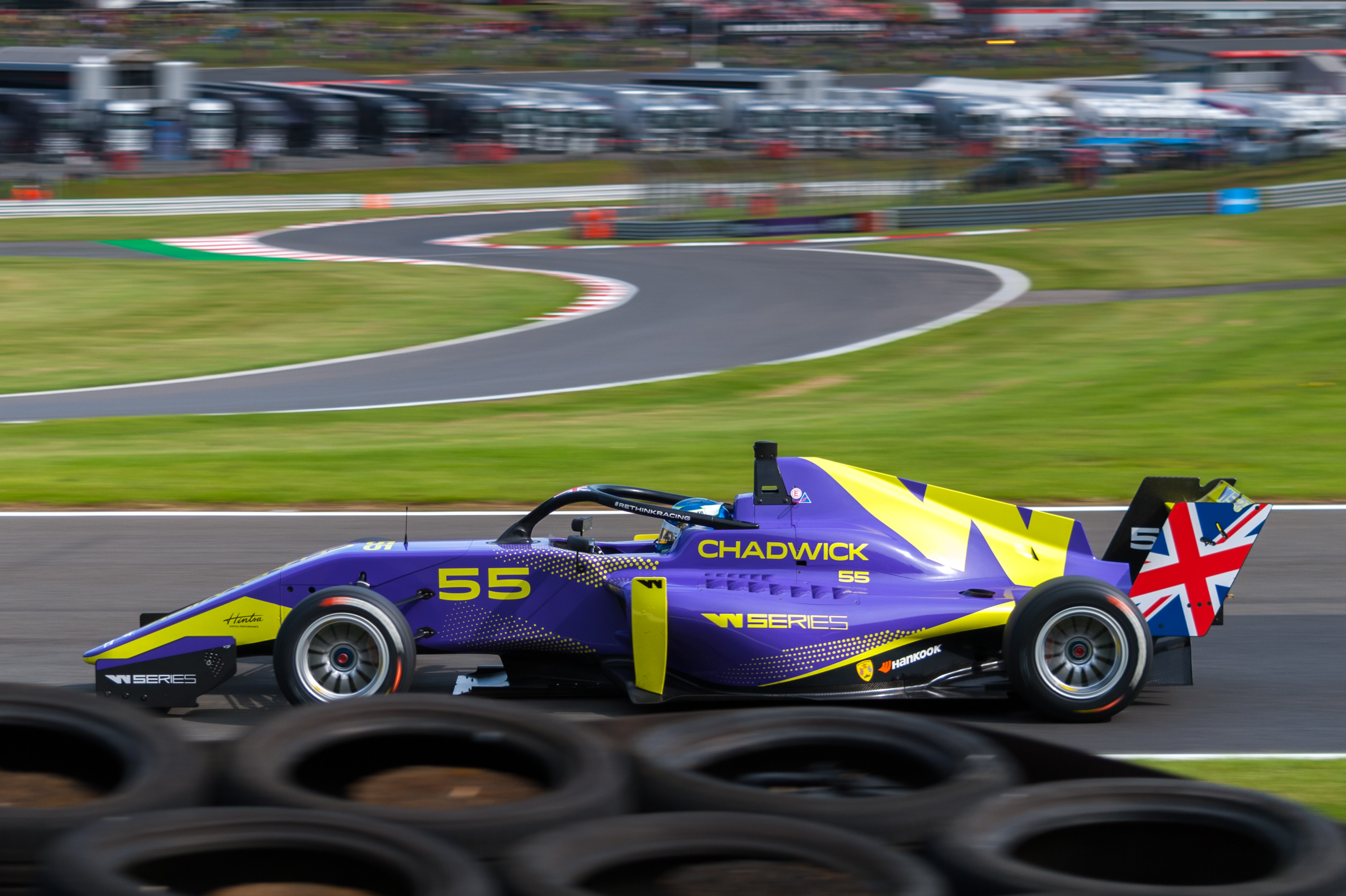
چادویک در فینال سری مسابقات زنان در پیست برندز هچ

در مارس ۲۰۱۹، نام چادویک به عنوان یکی از شرکت کنندگان برای فصل افتتاحیه سری مسابقات زنان اعلام شد.   چادویک همچنین به عنوان یک راننده رسمی جوان برای تیم استون مارتین ریسینگ اعلام شد و رابطه غیررسمی موجود را که به سال ۲۰۱۴ بازمی‌گشت، گسترش داد.  در اولین مسابقه خود در مسابقات سری زنان در هاکنهایم، چادویک عملکرد خوبی داشت و هم در جلسات تمرینی پیشتاز بود و هم در تعیین خط این مسابقه با کسب پول پوزیشن. علیرغم اینکه برای مدت کوتاهی پیشتاز مسابقه را به آلیس پاول واگذار کرد، چادویک از او سبقت گرفت و اولین برد در تاریخ سری مسابقات زنان را کسب کرد.  دو هفته بعد در زولدر، چادویک دوباره در خط یک و از پول پوزیشن مسابقه را شروع کرد، اما از همان ابتدا برتری را به بیتسکه ویسر از دست داد، و مجبور شد پس از فاصله افتادن با او و از بین رفتن شانس برد، با پاول برای مقام دومی تلاش کند، و در نهایت مقام دومی را حفظ کرد و بر روی سکو رفت. 

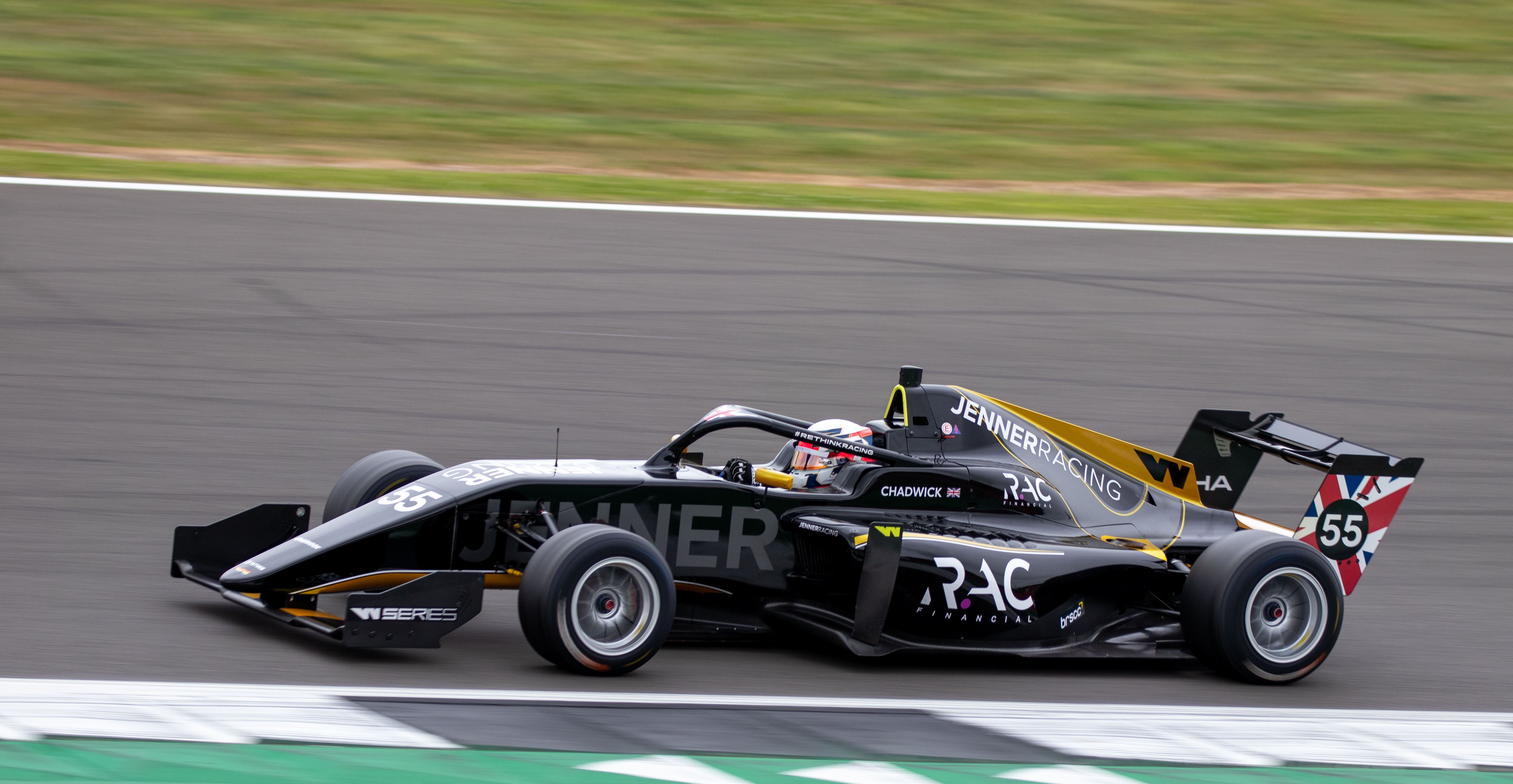
چادویک چهارمین مسابقه فصل و ششمین مسابقه متوالی خود را در مسابقه سیلورستون سری زنان فصل ۲۰۲۲

فصل دوم مسابقات سری زنان به دلیل همه‌گیری کووید ۱۹ لغو شد.  در سال ۲۰۲۱ چادویک پس از یک نبرد نزدیک و یک فصل با آلیس پاول، عنوان قهرمانی خود در سری زنان را حفظ و تکرار کرد، او با این قهرمانی ۱۵ امتیاز به امتیازات سوپر لایسنس خود اضافه کرد و او را برای جلسات تمرین آزاد آینده در فرمول یک در دسترس قرار داد و واجد شرایط حضور در مسابقات فرمول یک شد. 